# 仪表着陆系统

ILS下滑面

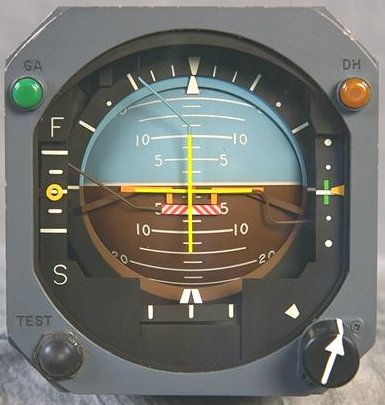
與ILS訊號耦合的飛機姿態儀

儀表着陆系统（英語：Instrument Landing System，縮寫：ILS），又譯仪器降落系统，俗称盲降系统，是目前应用最为广泛的飞机精密进近和降落導引系统。这是一种在诸如低云、低能见度的儀表氣象條件下可以正常运行，使用无线电信号以及高强度灯光阵列来为飞机安全进近降落提供精密引导的陆基仪表进近系统。而这一套系统必须保证一定的精确度，因此，飞行校验组织每隔一定时间都会使用特别改装的飞机对于ILS的关键参数进行校准和验证。它的原理是由地面发射的两束无线电信号实现航向道和下滑道指引，建立一条由跑道指向空中的虚拟路径，飞机通过机载接收设备，确定自身与该路径的相对位置，使飞机沿正确方向飞向跑道并且平稳下降高度，最终实现安全降落。
精密仪表进近图就是为ILS进近而出版的，它可以向飞行员提供仪表飞行规则下ILS进近所需的資訊，包括ILS或其它助导航设施的频率，以及能见度最低要求。

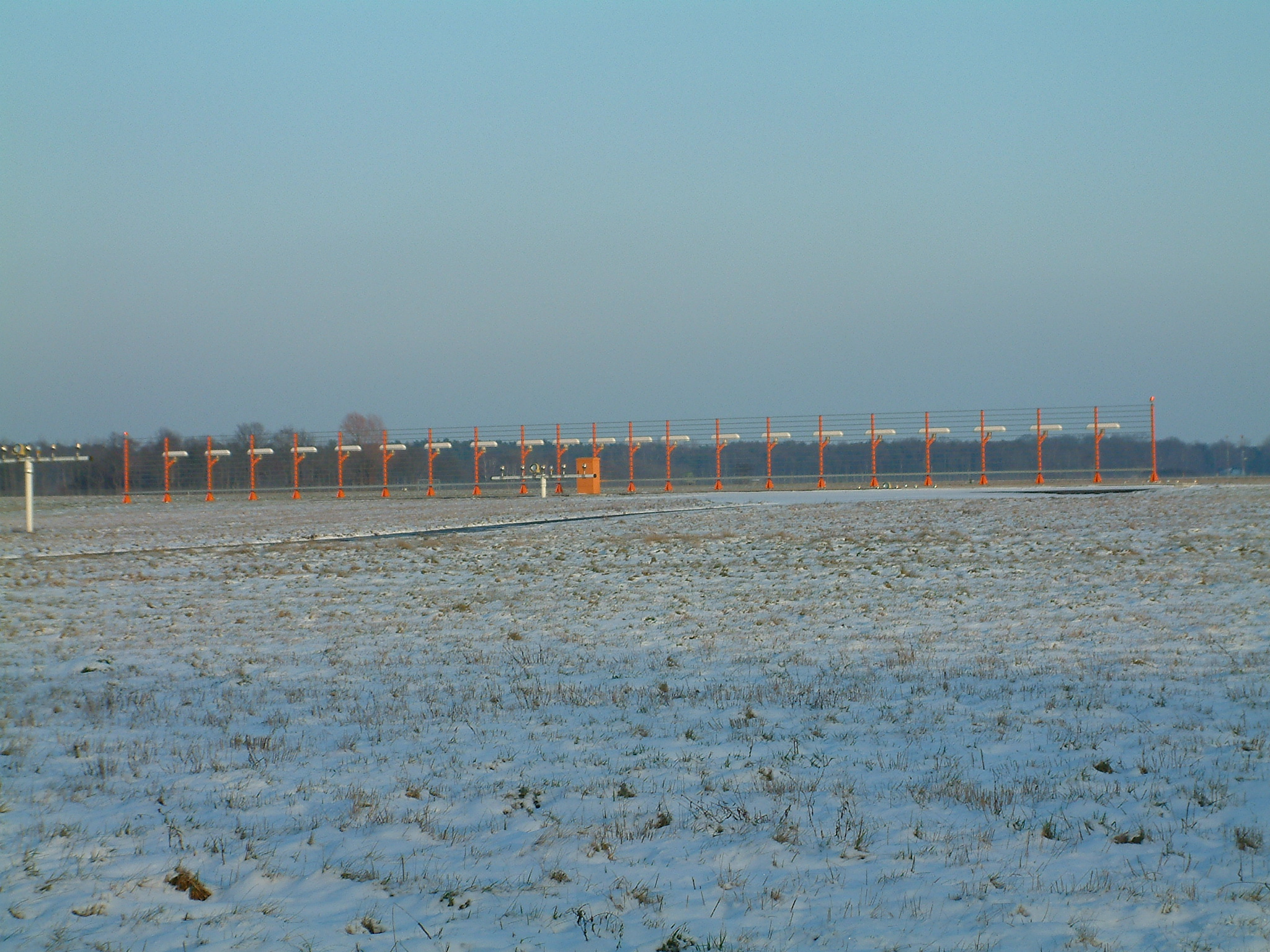
位于跑道远端的航向台波束天线

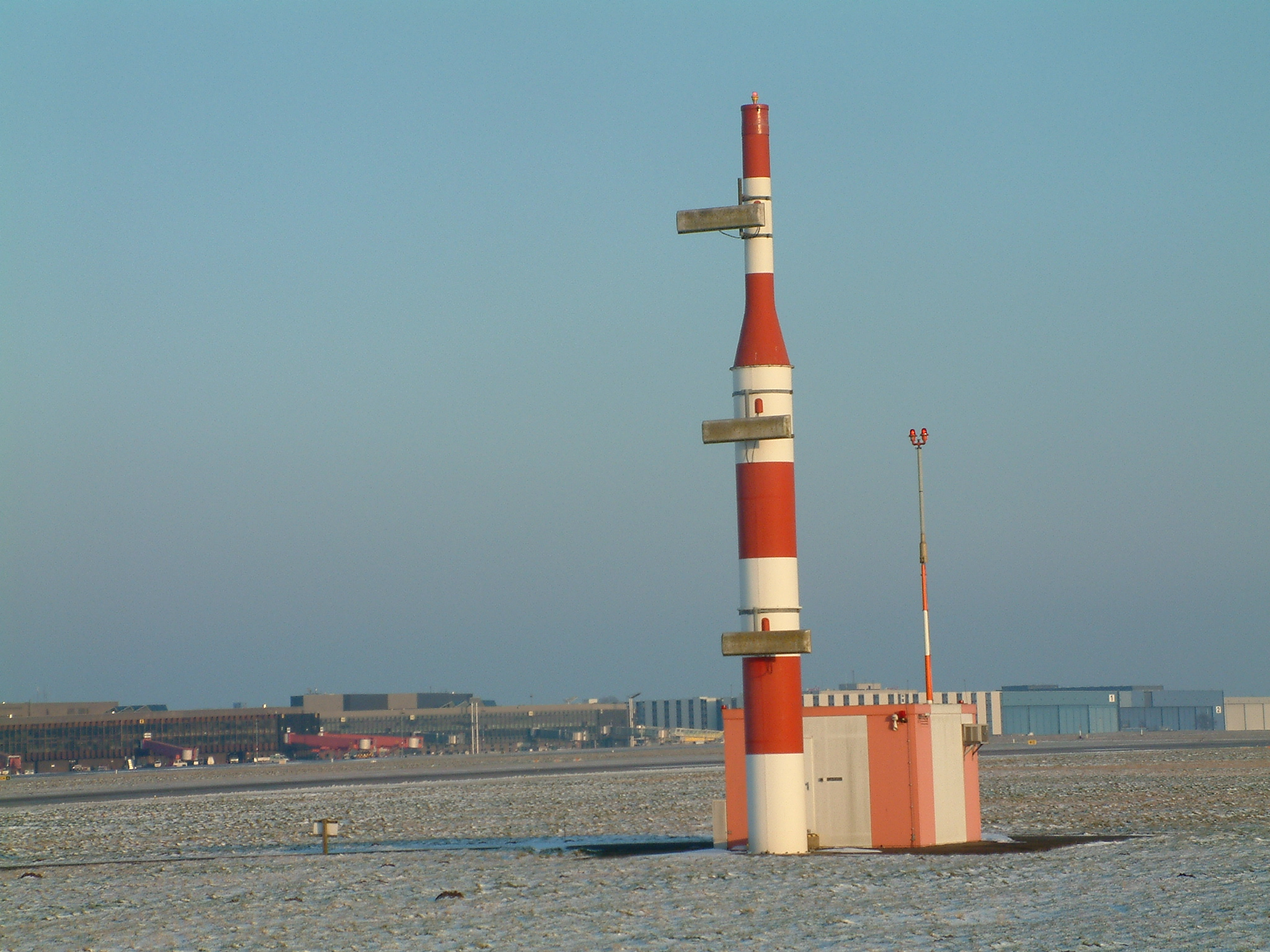
位于跑道近端的下滑台波束天线

## 原理

ILS航向台和下滑台的波束

### 航向台和下滑台
一套ILS系统主要由两个子系统，一个提供水平引导（航向台Localizer），另一个提供垂直引导（下滑台，Glide Slope或Glide Path）。通过两个子系统的配合使得飞机准确降落在跑道上。而这个引导是由飞机上的ILS接收机对接收到的无线电信号的调制深度进行比较得到的。
航向台的天线。通常是多对定向天线，固定在跑道末端外。频段在108.10MHz与111.95MHz之间，间隔0.05MHz但十分位为奇数，故有40个频道。使用时发送两个信号，一个调制成90Hz，另一个调制成150Hz，由独立但安装在一起的天线发送。每个天线都发送一束狭窄的波束，一个在跑道中心线略左边，另一个在中心线略右。
飞机上的航向台接收机能测量出90Hz和150Hz信号的調變深度差（Difference in the Depth of Modulation）。航向台两个频率的调制深度都是20%。故从两个信号的差异可以判断出飞机相对跑道中心线的位置。如果两个信号强度不一，那么飞机不是在跑道中心线的延长线上。在驾驶室里，水平指示器HSI或航道指示器CDI会显示飞机相对跑道中心线的位置
。
下滑台天线阵安装在跑道接地区。其信号使用频段介于328.6和335.4MHz之间，与航向台一一对应。下滑台信号的中心线（即下滑道）一般设为与跑道成3°，波束深1.4°。与航向台相似，一束比下滑道高0.7°，另一束比下滑道低0.7°。
这些信号被显示在驾驶舱的仪表盘上。飞行员通过控制飞机使得仪表指针显示在正确的位置来保证飞机飞在ILS引导的航迹上。现在有很多先进的飞机直接将ILS的信号输入自动驾驶系统，使得飞机能够自动进近。

### 指点标
在一些机场安装有接收频率为75MHz的指点标。指点标的信号是灯光以及音响的提醒。在出版的有关该机场进近要求的文件里记录着指点标距离跑道的距离，同时还伴随着能正确接收ILS信息的过点高度要求。这提供了一个在下滑道上的高度检查。现在，ILS安装时，都合装一台测距仪（DME），来作为另一个选择，或者说取代了指点标。DME可以不间断地指示飞机距离跑道口的斜距。

#### 外指点标

蓝色外指点标

外指点标安装在距离跑道入口6.5-11.1千米处，调制频率为400Hz，连续拍发每秒2划。。驾驶舱中的指示是一个蓝色的闪烁灯，并且播放接收到的音频。设置其的目的是在中间以及最后进近阶段提供高度、距离以及设备运行情况的检查。外指点标时常与机场远台安装在一起，叫做LOM（Locator Outer Marker）。

#### 中指点标

琥珀色中指点标

中指点标安装在距离跑道入口0.9-1.2千米处，调制频率为1,300Hz，交替拍发点划，每秒2划，每秒6点。。驾驶舱中的指示是一个琥珀色的闪烁灯，并且播放接收到的音频。中指点标的作用是用来指示低能见度下的复飞点。中指点标时常与机场近台安装在一起，叫做LMM（Locator Middle Marker）。

#### 内指点标

白色内指点标

內指点标安装在距离跑道入口75-450米处，调制频率为3,000Hz，连续拍发每秒6点。。驾驶舱中的指示是一个白色的闪烁灯，并且播放接受到的音频。内指点标通常飞机飞到安装在II类精密进近的決断高处。

### 进近灯光
一些时候，中高强度的进近灯光系统也被安装在其中。通常这些都是大机场的配置，不过在美国不少通用航空机场也使用进近灯光来配合ILS设备取得更低的最低能见度。进近灯光系统协助飞行员从仪表飞行切换到目视飞行，使飞机对准跑道中线。精密进近时，飞行员在决断高度（DA, Decision Altitude）或决断高（DH, Decision Height）能够获得并保持包括进近、接地带灯、跑道中线灯、跑道边灯或者这些灯的组合中至少3个连续灯的目视参考，方可继续进近。
在美国，没有穿透障碍物穿透净空面的时候，没有进近灯光系统的一类ILS最低VIS（能见度）为0.75英里（RVR4,000英尺）。而当拥有1,400－3,000英尺（430－910米）的进近灯光的时候，VIS降为0.5英里，RVR降为2,400英尺。而当具有高强度跑道边灯（HIEL）、接地区灯（TDZL）、跑道中线灯（RCLL）以及2,400英尺（750米）的时候，VIS是0.375英里，RVR是1,800英尺（550米）。在中华人民共和国也有类似规定。
事实上，进近灯光系统延长了低能见度运行时，飞机降落的目视参考。二类和三类ILS进近通常要求更为复杂的高强度进近灯光系统，而一类ILS进近通常使用的是中强度的进近灯光。在许多没有塔台的机场，灯光系统可以由飞行员控制。

### 识别

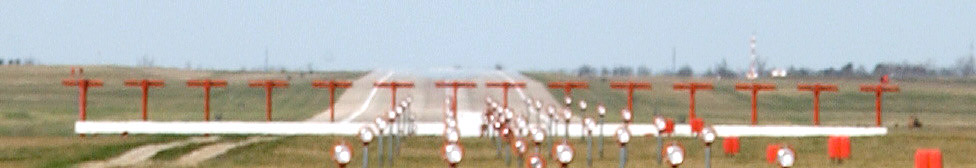
航向台天线阵和进近灯光

除了前面提到的导航信号，航向台还提供ILS设备的识别信息。这是一种1,020Hz莫尔斯码的识别信号。比如说，肯尼迪国际机场4R号跑道的ILS识别码是IJFK，而4L号跑道的则是IHIQ。这使得使用者知道自己有没有选中正确的ILS。下滑台没有识别信号，所以ILS设备依赖航向台的识别功能。

### 反航道进近
现代航向台天线拥有极强的方向性。然而，一些老旧的，方向性较低的天线允许反方向跑道使用一种叫做反航道进近的非精密进近程序。它使得飞机使用航向道天线阵背面发送的信号来降落。飞行员对相同的仪表指示需要使用相反的动作来适应这种反向信号。而且飞行员需要注意，下滑道的信息是针对另一侧的跑道的，应该被忽略，在美国，反航道进近在使用一类ILS的小机场非常常见，因为小机场不会在主跑道的两头都装ILS。

### 故障识别
有必要在ILS有影响飞行安全的故障发生时第一时间通知飞行员。为了实现这个目的，监视器持续评估某些传输的重要特性。如果出现了重大偏差，ILS会自动关闭，其它导航和识别组件也将停止工作。当这些发生的时候，飞机上的仪表会出现指示，即所谓的ILS故障旗。

### 最低下降高度（MDA）
于非精确进场或环绕进场时，若无所需之目视参考，不应再行下降之高度。最低下降高度是因应附近的地形变化而订定，或参考平均海平面所得之高度若没有遵守此数据，很可能导致飞机撞击山坡或建筑物。

## 使用

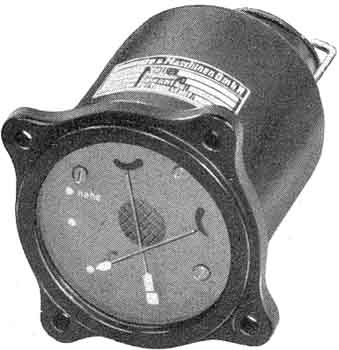
1943年制造，德国空军使用的ILS表盘

在一个管制机场，ATC会通过航向指引使得飞机接收下滑道信号，并保证飞机不过于接近（保持间隔），而且尽量加速交通流量。相隔几英里的飞机也可以同时接收ILS信号。当飞机航向和进近航迹有2.5°以内的差值的时候，说明航向道已经建立。通常情况下，飞机将在至少2英里（3公里）之前的最后进近定位点截获下滑道。
在一个表盘上会指示飞机偏离最优路径的情况。从ILS接收机过来的数据既进入仪表系统显示，也输入飞行控制计算机。可以使用自动驾驶仪或飞行控制计算机自动降落，机组成员监控运行，也可以脱离自动驾驶，由机组控制飞机保持飞机处于ILS航道上手动降落。

## 等級
儀器降落系統依精確度不同而分為下列等級。
| 等級                          | 決断高 （Decision Height, DH） | 跑道視程 （Runway Visual Range, RVR) |
| ----------------------------- | ------------------------------ | ------------------------------------ |
| 第一類儀器降落系統（CAT Ⅰ）   | 200英呎以上                    | 550公尺以上或能見度800公尺以上       |
| 第二類儀器降落系統（CAT Ⅱ）   | 100英呎以上且低於200英呎       | 350公尺以上                          |
| 第三A類儀器降落系統（CAT ⅢA） | 低於100英呎或無決断高          | 175公尺以上                          |
| 第三B類儀器降落系統（CAT ⅢB） | 低於50英呎或無決断高           | 50公尺以上且低於175公尺              |
| 第三C類儀器降落系統（CAT ⅢC） | 無決断高                       | 無跑道視程限制                       |

1. ↑  決断高是指航空器與跑道著陸區的高度差。
2. ↑  目前沒有機場提供CAT ⅢC。

機場裝設等級越高的儀器降落系統，必須有越寬廣的淨空範圍，以避免無線電訊號受到干擾，而影響精確度。和其他运行模式不同的是，CAT III的最低天气条件并不要求降落所需的目视参考来人工降落。这个最低条件的设置是为了允许飞行员决定飞机能否在接地区降落（基本上是CAT I），或者保证在降落滑跑时的安全（基本上是CAT II）。因此，CAT III运行强制使用自动降落系统来降落。它的可靠性必须足以控制飞机接地（CAT IIIA运行）或者足以安全的滑跑并降低到可以安全滑行的速度（CAT IIIB运行，以及需要批准的CAT IIIC）。若採用第三C類儀器降落系統，客機降落後需要由拖車拖走，因為駕駛員未能看見任何外物。
在美国，FAA指令8400.13D允许特殊批准的一类ILS进近使用决断高150英尺（45米），RVR1400英尺（450米）。其飞机和机组必须获得二类运行的资格，而且二类或者三类运行模式的平视显示器（HUD）需要开启，直到决断高，并且需要二/三类的复飞程序。
在加拿大，一类进近所需的RVR仅为1600英尺。而在满足了运行规范019、303和503之后，还可下调至1200英尺。3
在美国，许多但不是所有装备了三类进近设备的机场同时提供三类A、三类B、三类C标准（TEPRS）。三类B的RVR最低值受限于跑道和滑行道的灯光以及其它辅助设备，并且与场监雷达相配套。当RVR小于600英尺（180米）时，需要打开跑道中线灯和滑行道红色停止排灯。如果三类B的RVR标准小于600英尺时，并且该条跑道末RVR小于600英尺，就需要机组具有三类C的资格，以及特殊滑行程序、灯光以及额外审批才可以落地。FAA指令8400.13D限制三类进近的RVR必须大于300英尺。在2009年修订的这条指令中，还允许特殊批准的二类进近使用在没有ALSF-2进近灯光以及接地区灯或者跑道中线灯的跑道上，这使得潜在的二类进近跑道大幅度增加。
上述情况都需要有资质的机组和有特定设备的飞机。比如说，三类B需要机组有当时有效的资质，需要飞机具有失效－工作（fail-operational）飞行控制系统，即如果在一个警戒高度下飞行控制系统失效，飞机仍能够自动完成进近、拉平和着陆。而这些对于一类进近来说是不需要的。平视显示器可以允许飞行员作出比飞行控制系统失效－工作后更加灵活的机动动作。一类进近只需要能显示决断高的高度表，而二类和三类需要有无线电高度表来判断决断高。
ILS需要在失效的时候立刻关闭，在类别不同的时候，反应时间也不同。一类只需要在10秒以内，而三类需要在2秒以内。

## 频率列表
航向台和下滑台的载波频率是配对的，这样只要一次选择就能将两台接收机调谐好。
| 频道 | 航向台 (MHz) | 下滑台 (MHz) |
| ---- | ------------ | ------------ |
| 18X  | 108.10       | 334.70       |
| 18Y  | 108.15       | 334.55       |
| 20X  | 108.30       | 334.10       |
| 20Y  | 108.35       | 333.95       |
| 22X  | 108.50       | 329.90       |
| 22Y  | 108.55       | 329.75       |
| 24X  | 108.70       | 330.50       |
| 24Y  | 108.75       | 330.35       |
| 26X  | 108.90       | 329.30       |
| 26Y  | 108.95       | 329.15       |

| 频道 | 航向台 (MHz) | 下滑台 (MHz) |
| ---- | ------------ | ------------ |
| 28X  | 109.10       | 331.40       |
| 28Y  | 109.15       | 331.25       |
| 30X  | 109.30       | 332.00       |
| 30Y  | 109.35       | 331.85       |
| 32X  | 109.50       | 332.60       |
| 32Y  | 109.55       | 332.45       |
| 34X  | 109.70       | 333.20       |
| 34Y  | 109.75       | 333.05       |
| 36X  | 109.90       | 333.80       |
| 36Y  | 109.95       | 333.65       |

| 频道 | 航向台 (MHz) | 下滑台 (MHz) |
| ---- | ------------ | ------------ |
| 38X  | 110.10       | 334.40       |
| 38Y  | 110.15       | 334.25       |
| 40X  | 110.30       | 335.00       |
| 40Y  | 110.35       | 334.85       |
| 42X  | 110.50       | 329.60       |
| 42Y  | 110.55       | 329.45       |
| 44X  | 110.70       | 330.20       |
| 44Y  | 110.75       | 330.05       |
| 46X  | 110.90       | 330.80       |
| 46Y  | 110.95       | 330.65       |

| 频道 | 航向台 (MHz) | 下滑台 (MHz) |
| ---- | ------------ | ------------ |
| 48X  | 111.10       | 331.70       |
| 48Y  | 111.15       | 331.55       |
| 50X  | 111.30       | 332.30       |
| 50Y  | 111.35       | 332.15       |
| 52X  | 111.50       | 332.90       |
| 52Y  | 111.55       | 332.75       |
| 54X  | 111.70       | 333.50       |
| 54Y  | 111.75       | 333.35       |
| 56X  | 111.90       | 331.10       |
| 56Y  | 111.95       | 330.95       |

## 历史和局限
ILS的测试始于1929年。在1938年1月26日，从华盛顿特区飞往匹兹堡的宾夕法尼亚中部航空的波音247-D第一次使用仪表着陆系统在暴风雨中降落。而当时的美国民用航空局（Civil Aeronautics Administration）在1941批准在6个地方安装了这套系统。1964年3月，英国皇家航空研究院的贝德福德机场实现了首次ILS全自动着陆。
由于航向台系统和下滑台系统的复杂性，在使用的时候又很多限制。航向台系统对信号覆盖范围内的诸如大型建筑物或机库等障碍物非常敏感。下滑系统同样受到其天线前方地形的限制。如果地形是倾斜或者不平整的，会反射产生不平整的下滑道，造成航道变形。由于天线的复杂和选址的要求，ILS的安装往往是非常昂贵的。为了避免危险的反射影响正常发射的信号，ILS关键区和敏感区就建立了起来。这些区域的建立会影响正在使用滑行道的飞机。而增加飞机间隔又会导致额外的延误。此外由于ILS信号是由阵列天线往一个方向发出的，故而只支持直线进近。

## 替代品

### 左右定位輔助臺（Localizer type directional aid）／儀表引導系統（Instrument Guidance System）
ILS對於附近場域之淨空具有一定要求，因此當跑道頭之水平延伸線遭山脈阻擋等情況下，有可能必須將下滑道偏移跑道一定之角度以符合淨空標準（此時下滑道不再水平於跑道）。當該偏移角度小於3°（美國聯邦航空總署標準）或5°（國際民用航空組織標準）時仍可稱作「航向台具有位移之儀器降落系統」，角度大於3°／5°時即不能稱作ILS而必須稱作左右定位輔助臺（LDA）或儀表引導系統（IGS）；稱LDA時一般表示不具有下滑台（對應僅具有航向台的直線進場，一般於航圖上稱作LOC（Localizer）），而同時具有下滑台之LDA一般在美國外稱作儀表引導系統（IGS），而在美國則稱作LDA／GS（Glidescope）。
LDA／IGS在設備上和ILS基本相同，然而因為其偏置的航向台，因此只能引導飛機靠近跑道來到一個可以滿足決定高度與跑道視程的位置，然後飛機必須自行轉向對正跑道；也因此LDA／IGS不如ILS為精確進場而必須歸類為非精確進場。
一些具有LDA／IGS進場的機場例如：
- 香港啟德機場（VHHH），IGS 13跑道，偏移47°[22]
- 臺北松山機場（RCSS），LDA 28跑道，偏移7°[23]
- 東京羽田機場（RJTT），LDA 22與23跑道，分別偏移55°與47°[24]
- 檀香山國際機場（PHNL），LDA 26L跑道，偏移45°[25]
- 隆納·雷根華盛頓國家機場（KDCA），LDA 19跑道，偏移37.5°[26]

### 微波着陆系统（Microwave Landing System）
微波着陆系统（Microwave Landing System）在20世纪七十年代作为ILS的替代品被引入到了20世纪80年代，美国和欧洲开始着力开发，它可以实行曲线进近。然而，航空公司们不愿意为MLS投入资金，再加上GPS的影响，造成了其在民航应用领域的失败。然而，它似乎在英国复活了。ILS和MLS都是目前仅有的可以实现三类自动进近的系统。民航业第一次使用三类MLS进近是在2009年3月的希斯罗机场。

### 应答着陆系统（Transponder landing system）
应答着陆系统（Transponder landing system）是另一种ILS的替代品，可以安装在一些ILS无法工作或者安装费用过高的地方。它采用最新的技术，根据飞机已有的雷达应答机发出的信号，计算并跟踪飞机在空中的位置，然后向机舱内的机载ILS接受设备提供导航指示。

### LPV
GPS时代的来临为飞机的进近提供了一类新的替代品，星基增强系统的垂直引导进近（Localizer Performance with Vertical guidance ）。在美国，广域增强系统（Wide Area Augmentation System）支持下的LPV从2007年开始成为新的一种一类精密进近标准。截至2008年11月，FAA出版的LPV进近程序已经超过ILS一类进近程序。
而在欧洲，欧洲地球同步卫星导航增强服务系统（EGNOS）也于2010年开始使用。其他形式的增强系统也在开发，来适应三类标准或者提供更高的精度，比如局域增强系统（LAAS）。

### GLS
另一种替代技术是基于地基增强系统（Ground-Based Augmentation System）的GLS（GNSS Landing System或者GBAS Landing System）。这是一种增强了GPS标准定位服务（Standard Positioning Service ）功能并且同更高进度定位的安全关键系统（safety-critical system ）。它通过甚高频为进近、着陆、离场以及地面运行等各个阶段的提供支持。其中局域增强系统是美国建设的GBAS系统。GBAS将在现代化建设、一类二类三类全天候运行、终端区导航、复飞引导和地面运行中起到关键作用。GBAS提供机场使用单一甚高频频率服务所有方向降落飞机的能力，而ILS需要为各条跑道分别设置频率。GBAS一类运行是更加严格的二三类运行的前导。目前已是ICAO标准和建议措施（SARPs）。

## 备注
1. ↑  . 澳门国际机场. 2013-12-11  [2014-01-08]. （原始内容存档于2018-04-02）.
2. ↑  . 萧山日报. 2014-01-08  [2014-01-08]. （原始内容存档于2014-01-08）.
3. 1 2 3  MH/T 4006.1-1998，MHT 4006.1-1998 航空无线电导航设备 第1部分：仪表着陆系统(ILS)技术要求
4. ↑  中国民用航空局飞行标准司. . 民用航空机场运行最低标准制定与实施准则.   [2021-11-26]. （原始内容存档于2022-04-04）.
5. ↑  FAA指令，8260.3b，终端区仪表程序（TERPS），表3-5a
6. ↑  中国民航局咨询通告，AC-97-FS-2011-01，民用航空机场运行最低标准制定与实施准则
7. 1 2  Department of Transportation and Department of Defense.  (PDF). March 25, 2002  [November 27, 2005]. （原始内容存档 (PDF)于2017-07-07）.
8. ↑   (PDF). 中国民用航空总局.   [2022-04-28]. （原始内容 (PDF)存档于2022-01-18）.
9. ↑  Airbus - Flight Operations Support & Line Assistance, CAT II / CAT III Operations
10. ↑  .   [2012-11-12]. （原始内容存档于2011-10-29）.
11. ↑  中国民航局咨询通告，AC-91-FS-2010-03R1，使用飞机平视显示器实施II类或低于I类最低标准的运行批准程序
12. ↑  .   [2012-11-12]. （原始内容存档于2012-04-25）.
13. ↑  ICAO 附件10 航空电信 卷1 无线电导航设备 2.1.1
14. ↑   (PDF). ntia.doc.gov. 1/2008 (Rev. 9/2009)  [28 September 2010]. （原始内容 (PDF)存档于2010-08-28）.
15. ↑  "Planes Are Landing By Radio When Fog Hides The Field", February 1931, Popular Mechanics （页面存档备份，存于） bottom-right of page
16. ↑  Roger Mola. . centennialofflight.gov.   [28 September 2010]. （原始内容存档于2012年1月18日）.
17. ↑  FAA, ILS Glide Slope Critical Area Advisory （页面存档备份，存于）: Pg 4, ILS Course Distortion
18. ↑  "Localizers aligned within three degrees of the RCL are identified as localizers. If the alignment exceeds 3 degrees, they will be identified as LDA facilities."
Section 8, Item 8-1-2.b,  (PDF). U.S Department of Transportation Federal Aviation Administration.   [2024-08-10]. （原始内容存档 (PDF)于2017-05-13）.
19. ↑  "The localizer course line shall intersect the runway extended centre line: a) at an angle not exceeding 5°;"
Section 2.1.1.a, . International Civil Aviation Organization.
20. ↑  .   [2024-08-10]. （原始内容存档于2025-01-23）.
21. ↑  . SKYbrary.   [2024-08-10]. （原始内容存档于2025-01-23）.
22. ↑  啟德機場#13/31跑道
23. ↑  .   [2025-03-06]. （原始内容存档于2023-10-01）.
24. ↑  .   [2024-08-10]. （原始内容存档于2016-05-17）.
25. ↑  .   [2024-08-10]. （原始内容存档于2025-01-23）.
26. ↑  .   [2024-08-10]. （原始内容存档于2017-05-22）.
27. ↑  Microwave Landing System For Jets Is Demonstrated. New York Times. May 20, 1976.
28. ↑  . April 1, 2003. （原始内容存档于2009-11-29）.
29. ↑   (PDF). （原始内容存档 (PDF)于2008-10-15）.
30. ↑  NATS. . atc-network.com. March 26, 2009. （原始内容存档于2011年7月7日）.